# Oscar Hernández (beisbolista)
Oscar Eduardo Hernández Ríos (9 de julio de 1993 en Punto Fijo, Falcón, Venezuela) es un beisbolista profesional venezolano que se desempeña en la posición de receptor. En la Major League Baseball juega para los Boston Red Sox. Batea y lanza diestro.

## Carrera y vida personal
Oscar Eduardo Hernández Ríos es un joven beisbolista nacido el 9 de julio de 1993 en la ciudad de Punto Fijo, en la noroccidental Península de Paraguaná; hijo de Carlos Hernández y Loisbeth Ríos de Hernández. Estudió toda su vida en la Unidad Educativa Padre Víctor Iriarte "Fe y Alegría" de su ciudad natal, donde era un estudiante regular. Formó parte de la Escuela de Béisbol Menor Pelícanos, de los Criollitos de Venezuela en Punto Fijo, donde jugó en el outfield y el shortstop, solo que no era un corredor muy hábil en los jardines.
En 2009, a la edad de 15 años, momento en que cursaba el quinto año del técnico medio en Electricidad, recibe la llamada del equipo de Tampa Bay Rays, por lo que no logró culminar el año, pero por medio de tareas asignadas logra sacar el bachillerato siguiendo los lineamientos educativos de esa casa de grandes peloteros. Su firma se retrasó hasta agosto de ese año. Tampa Bay decidió ser agresivo durante el periodo de reclutamiento del 2 de julio y decidió apostar por el antesalista César Pérez, que recibió un bono de un millón de dólares, y el campocorto Juniel Querecuto, que obtuvo $600 mil como incentivo. Es por ello que el presupuesto se había agotado y Hernández esperó hasta agosto, cuando recibieron el dinero para su contrato. Entrenaba en la academia, iba a su casa y regresaba”, reveló Ronnie Blanco, director de operaciones de béisbol de la organización en Venezuela.
En 2011, cuando el prospecto paraguanero se encontraba jugando en la Venezuela Summer League con Tampa, logró una de las hazañas más difíciles del béisbol: conseguir la triple corona de bateo. Hernández consiguió terminar esa zafra con una línea ofensiva de .402 de average, 21 jonrones y 66 carreras remolcadas en 69 juegos jugados. “Ese año fue muy bueno para mí. Ganar la triple corona me dio la oportunidad de viajar a los Estados Unidos y continuar entrenándome allá”, recordó en una entrevista, quien fue nombrado como el Jugador Más Valioso de esa temporada. “Sé que aún Tampa me quiere”, afirmó. 
Finalmente, el 12 de julio de 2015, Hernández debuta en las Grandes Ligas del Béisbol con los Diamondbacks de Arizona. De esta manera, se convierte en el venezolana número 337 en lograr dicha hazaña.
Para el 2014 Todo estaba servido para el falconiano en la noche de la ciudad de New York Penn League, de Estados Unidos, Hernández logro un flamante tercer lugar en el Derby de Jonrones de , donde se reunieron los mejores cuarto bates de la liga Americana y Nacional, Hernández en representación de los Renegados Hudson Valley, fue uno de las más brillantes, al lograr un increíble tercer lugar, Oscar Hernández, el nativo de Paraguaná, se mezcló entre los grandes en el Juego de las Estrellas, como receptor suplente entró como emergente en el segundo turno al bate logró hacer una buena conexión con corredores en las esquinas y un out, el marcador igualado a tres carreras gracias a un cuadrangular del primera base Rayn Huck, Hernández en la parte baja del noveno episodio, conecta un imparable al centro del campo para traer al 2B Claudio Bautista, al plato y dejar en el terreno a sus contrincantes para así convertirse en el Jugador Mas Valioso del Juegos de las Estrellas por donde se le mida, venció 4 carreras por 3 a , ante 4.774 espectadores en el Dodd Stadium, sede de los Tigres de Connecticut. Oscar, se fue de 2-1, con un ponche y un imparable, se convirtió en el verdugo que el partido necesitaba, viniendo desde la banca conectó el hit de oro para dejar en el terreno a , el orgullo de falcón sigue haciendo historia, dejando en alto el nombre de Venezuela.
En el 2015 es tomado en regla 5 de Grande Liga por la Organización de Diamondback de Arizona quien lo mantuvo en sus campos de entrenamientos hasta inicio de la temporada de la gran carpa, el 12 de julio de 2015, Hernández hace su aparición por primera vez en MLB como corredor emergente , utilizando el dorsal número 25 de Arizona, reemplazando a Welington Castillo, quien se embasa en el noveno episodio, ante los Mets de New York que vencieron 5-3 a los cascabeles, de esta manera Hernández se convertiría en el venezolano 337 y el sexto falconiano en llegar a las Grandes Ligas. Finalizó la temporada participando en 18 encuentros en los que consumió 31 turnos de 36 apariciones legales en el plato, conectó 5 imparables y una carrera impulsada para dejar un AVG. 161 y un promedio de fildeo impecable de 1.000%